# Eugeniusz Iwaniec
Eugeniusz Iwaniec (ur. 10 października 1931 w Kosowie Poleskim, zm. 25 stycznia 2019 w Łodzi) – polski historyk, doktor habilitowany nauk humanistycznych, nauczyciel akademicki Uniwersytetu Łódzkiego i innych uczelni. Specjalista w zakresie filologii rosyjskiej oraz historii myśli społecznej i politycznej. Znawca dziejów i kultury staroobrzędowców.

## Życiorys
W latach 1946–1948 odbył naukę w Gimnazjum Fotograficznym w Łodzi. Podjął pracę w Łódzkim Laboratorium Przeźroczy. W latach 1951–1955 studiował filologię rosyjską w Uniwersytecie Łódzkim w specjalności literatura staroruska. W 1963 został nauczycielem akademickim Uniwersytetu Łódzkiego. W latach 60. rozpoczął badania nad środowiskiem starowierców na Suwalszczyźnie i Mazurach, dokumentując ich kulturę, m.in. na fotografii. W 1970 na Wydziale Filozoficzno-Historycznym Uniwersytetu Łódzkiego na podstawie napisanej pod kierunkiem Bohdana Baranowskiego rozprawy pt. Elementy wschodniosłowiańskiej kultury materialnej u staroobrzędowców na ziemiach polskich uzyskał stopień naukowy doktora nauk humanistycznych. Tam też na podstawie dorobku naukowego oraz monografii pt. Droga Konstantyna Gołubowa od starowierstwa do prawosławia. Karty z dziejów duchowości rosyjskiej w drugiej połowie XIX wieku nadano mu w 2002 stopień naukowy doktora habilitowanego nauk humanistycznych w dyscyplinie historia w specjalności historia myśli społeczno-politycznej.
Był nauczycielem akademickim Uniwersytetu Łódzkiego w Wydziale Filozoficzno-Historycznym i w Studium Języków Obcych oraz Wyższej Szkoły Studiów Międzynarodowych.
W 1982 „aktywnie zaangażował się w powołanie ogólnopolskiego organu staroobrzędowego w Polsce inspirując powołanie Naczelnej Rady Staroobrzędowców w Polsce”.
Na jego cześć wydano publikację: Oblicza chrześcijaństwa wschodniego: księga pamiątkowa profesora Eugeniusza Iwańca w osiemdziesięciopięciolecie urodzin, red. Stefan Pastuszewski, Instytut Wydawniczy Świadectwo (2016).
Zmarł 25 stycznia 2019 w Łodzi. Po uroczystości pogrzebowej w łódzkim Soborze św. Aleksandra Newskiego został 6 lutego 2019 pochowany w części prawosławnej cmentarza Doły w Łodzi.
Miał syna, Jakuba Iwańca.

## Wybrane publikacje
- Mereczowszczyzna i Kosów Poleski: miasto mego dzieciństwa za czasów II Rzeczypspolitej (1920–1939), W: Białoruskie Zeszyty Historyczne. Z. 38 (2012), s. 185–224.
- Kosów Poleski i Mereczowszczyzna w czasie okupacji niemieckiej (1941–1944). Cz. 2, Sierpień 1942 – lipiec 1944, W: Białoruskie Zeszyty Historyczne. Z. 40 (2013), s. 270–293.
- Kosów Poleski i Mereczowszczyzna w czasie okupacji niemieckiej (1941–1944). Cz. 1, Do sierpnia 1942 r., W: Białoruskie Zeszyty Historyczne. Z. 39 (2013), s. 231–276.
- Kosów Poleski i Mereczowszczyzna za władzy sowieckiej – jak je pamiętam (1939–1941), W: Białoruskie Zeszyty Historyczne. Z. 35 (2011), s. 203–230.
- Z dziejów staroobrzędowców na ziemiach polskich: XVII–XX w. (1977).
- Napad sowieckiej partyzantki na Kosów Poleski 3 sierpnia 1942 r. (sukces czy klęska?), W: Białoruskie Zeszyty Historyczne. Z. 25 (2006), s. 259–297.
- Droga Konstantyna Gołubowa od starowierstwa do prawosławia: karty z dziejów duchowości rosyjskiej w drugiej połowie XIX wieku (2001)[4]